# Stefania (rodzaj)
Stefania – rodzaj płazów bezogonowych z rodziny Hemiphractidae.

## Zasięg występowania
Rodzaj obejmuje gatunki występujące na Wyżynie Gujańskiej w Wenezueli, Gujanie i Brazylii.

## Systematyka

### Etymologia
Stefania: Luis Stefani Raffucci (1901–1971), portorykański inżynier, wieloletni kanclerz Recinto Universitario de Mayagüez.

### Podział systematyczny
Do rodzaju należą następujące gatunki:

- Stefania ackawaio MacCulloch & Lathrop, 2002
- Stefania ayangannae MacCulloch & Lathrop, 2002
- Stefania breweri Barrio-Amorós & Fuentes-Ramos, 2003
- Stefania coxi MacCulloch & Lathrop, 2002
- Stefania evansi (Boulenger, 1904)
- Stefania ginesi Rivero, 1968
- Stefania goini Rivero, 1968
- Stefania lathropae Kok, 2023
- Stefania maccullochi Kok, 2023
- Stefania marahuaquensis (Rivero, 1961)
- Stefania neblinae Carvalho, MacCulloch, Bonora & Vogt, 2010
- Stefania oculosa Señaris, Ayarzagüena & Gorzula, 1997
- Stefania percristata Señaris, Ayarzagüena & Gorzula, 1997
- Stefania riae Duellman & Hoogmoed, 1984
- Stefania riveroi Señaris, Ayarzagüena & Gorzula, 1997
- Stefania roraimae Duellman & Hoogmoed, 1984
- Stefania satelles Señaris, Ayarzagüena & Gorzula, 1997
- Stefania scalae Rivero, 1970
- Stefania schuberti Señaris, Ayarzagüena & Gorzula, 1997
- Stefania tamacuarina Myers & Donnelly, 1997
- Stefania woodleyi Rivero, 1968